# Anona čerimoja
Anona čerimoja (znanstveno ime Annona cherimola) je drevo z užitnimi plodovi iz družine anonovk. Izvira iz Latinske Amerike. Anone spadajo pod vrsto anonovke, število vrst niha med 65 in 120. So drevesa ali grmi, včasih tudi plezalke. Uživamo le eno vrsto - Anona cherimolia. 
Trsasto zeleni plodovi so zreli, ko potemnijo in pod pritiskom popustijo. V belem mesnatem mesu lahko najdemo številne črne pečke. Plodovi anone so debeli približno tako kot otroška pest in imajo trsasto zeleno, usnjasto luskasto površje. Na prvi pogled so videti kot preveliki borovi storži.

## Setev, zalivanje in gnojenje
Črne pečke operemo in jih pustimo sušiti nekaj dni. Nato jih posejemo v lonec in pokrijemo s približno centimeter debelo plastjo zemlje. Na toplem in vlažnem seme kmalu vzkali. Anono smemo zalivati vedno le z dobro prestano, toplo vodo. Mlade rastline morajo imeti vedno vlažen substrat, pri starejših se lahko ta včasih izsuši.
Z gojenjem začnemo šele, ko so sadike dobro prijele. V letnih mesecih gnojimo vsak teden, pozimi pa vsak mesec po navodilu na izvirnem zavitku.
Anona najbolje uspeva na svetlem oknu, poleti pa na sončnem, zavetnem mestu na prostem. Na začetku moramo mlade rastline varovati pred sončnimi žarki.